# 自守数
自守数（Automorphic Number，中国大陆一些文献中也称为同构数）：是其任意次幂的末几位数字等于这个数本身的数。在十进制数字中，5、6、25、76、376、625、……（OEIS數列A003226）都是自守数。如果一个数是自守数，则它必定满足{\displaystyle x^{m}\equiv x{\pmod {n}}}。
在十进制的{\displaystyle k}位數中，最多有兩类自守數，一個個位數字為5，另一個個位數字為6。一個形式為{\displaystyle n\equiv 0{\pmod {2^{k}}},n\equiv 1{\pmod {5^{k}}}}；另一個形式為{\displaystyle n\equiv 1{\pmod {2^{k}}},n\equiv 0{\pmod {5^{k}}}}。其和必定为{\displaystyle 10^{k}+1}。
类似的，自守数可以推广到高次。如果把原来意义上的自守数称为2阶的话，把形如{\displaystyle 749^{3}=420189749\,\!}的数称为3阶自守数。
3阶自守数的列表：1, 4, 5, 6, 9, 24, 25, 49, 51, 75, 76, 99, 125, 249……（OEIS數列A033819）